# Cadaba rotundifolia
Cadaba rotundifolia är en kaprisväxtart som beskrevs av Peter Forsskål. Cadaba rotundifolia ingår i släktet Cadaba och familjen kaprisväxter. Inga underarter finns listade i Catalogue of Life.